# Purgatory (Iron Maiden)
Purgatory è il quinto singolo degli Iron Maiden, pubblicato il 15 giugno 1981.

## Descrizione
Il brano è un rifacimento del brano Floating, suonato dal gruppo durante gli anni 1976-77.
Il singolo non ha avuto un buon riscontro commerciale, tanto che non è nemmeno entrato nella Top 50 britannica. Una possibile spiegazione può essere che non conteneva, a differenza dei precedenti, inediti o rare performance dal vivo, ma semplicemente due brani tratti dall'album Killers. A far parlare di sé è ancora una volta la copertina del disco (la prima di tre dedicate da Derek Riggs al Diavolo): la prima versione è stata ritirata poiché la band ha avuto l'impressione che fosse un'immagine troppo forte per un semplice singolo ed è stata riutilizzata l'anno dopo per l'album The Number of the Beast.
Agli inizi degli anni novanta il singolo è stato pubblicato su CD unito all'EP Maiden Japan in un'unica versione.

## Tracce
Testi e musiche di Steve Harris.
1. Purgatory – 3:20
2. Genghis Khan – 3:09

## Formazione
- Paul Di'Anno – voce
- Dave Murray – chitarra
- Adrian Smith – chitarra, voce
- Steve Harris – basso, voce
- Clive Burr – batteria